# Theater im Hafen Hamburg
El Theater im Hafen Hamburg (Teatre al port d'Hamburg) és una de les més modernes sales de teatre d'Europa, situada a l'illa de Steinwerder al port d'Hamburg, entre el Fährkanal i el Guanofleet a la riba dreta de l'Elba a Alemanya. Fou construït l'any 1994. Des de novembre de 2001, al seu escenari s'hi interpreta el famós musical "El Rei Lleó" vuit vegades a la setmana.